# Вила Киампо
Вила „Киампо“ (на итал. Villa Chiampo), известна преди като Вила дела Читадела (Villa della Cittadella), е историческа резиденция в град Ивреа, Пиемонт, Северна Италия.

## История
Мястото, на което се намира вилата, преди това е било заето от крепост, построена за защита на град Ивреа, известна като Цитаделата, която е напълно разрушена през 1704 г.
Датата на построяване на вилата е несигурна, но като се има предвид присъствието ѝ в акварел от 1883 г. на британския географ и натуралист Хенри Годуин-Остин, озаглавен Панорамна гледка от хълма „Нова Кастилия“, е удачно изграждането ѝ да се постави в средата на 19 век.
Вилата, първоначално собственост на семейство Борджети, което се потвърждава от факта, че алеята, която води от Квартал „Боргето“ до нея, носи името на същото семейство от Ивреа, е продадена през 1893 г. на инж. Джакомо Киампо – кмет на града от 1888 г. до 1895 г. След това семейство Борджети се премества в другата резиденция, която са построили в града през 1860 г. – Вила Луиза. През следващите години Вила Киампо е посещавана от висшето общество на Ивреа и от известни гости като Джузепе Джакоза, Джовани Верга, Габриеле Д'Анунцио и Гуидо Гоцано.

## Описание
Вилата стои на върха на хълма Феролието в доминираща позиция над Квартал „Боргето“, на десния бряг на река Дора Балтеа. Сградата, развита на три етажа, е с правоъгълен план. Голяма тераса с фонтан позволява да се насладиш на гледката към реката, града и планините.